# Lars-Åke Wikström
Lars Åke Wikström, kallad "Låw", född 20 juli 1943 på Seskarö, Norrbotten, död 5 maj 2018 i Ystad, Skåne, var en svensk dövprofil och teckenspråkskämpe. Han satt med i styrelsen i Sveriges Dövas Riksförbund i 25 år, varav 17 av dem som förbundsordförande (1992–2009). 
Låw var lärare i teckenspråk på Stockholms universitet och på Västanviks folkhögskola. i Leksands kommun. Han var en av de som deltog i den så kallade Deaf Power-perioden, som var tiden före teckenspråket godkändes av riksdagen som ett fullgott språk 1981. 
Låw mottog under kongressen 2009 nummer 24 av Kruthmedaljen, som delas ut vart fjärde år till personer i Sverige som gjort värdefulla instanser för döva och teckenspråk. På samma gång beslutade förbundet att döpa om sitt internationella pris, International Award till - Lars-Åke Wikström International Award. Han var även hedersledamot i World Federation of the Deaf, WFD.
År 2015 var han tillbaka i förbundssvängen – han valdes till ordförande för Sveriges Dövas Pensionärsförbund.
Han är gravsatt på Seskarö kyrkogård.